# Corigliano d'Otranto
Corigliano d'Otranto é uma comuna italiana da região da Puglia, província de Lecce, com cerca de 5.632 habitantes. Estende-se por uma área de 28 km², tendo uma densidade populacional de 201 hab/km². Faz fronteira com Castrignano de' Greci, Cutrofiano, Galatina, Maglie, Martano, Melpignano, Sogliano Cavour, Soleto, Zollino.

## Demografia
| Variação demográfica do município entre 1861 e 2011                               |
|                                                                                   |
| Fonte: Istituto Nazionale di Statistica (ISTAT) - Elaboração gráfica da Wikipedia |